# Grzegorz VIII
Grzegorz VIII (łac. Gregorius VIII, właśc. Alberto de Morra OPraem; ur. ok. 1110 w Benewencie, zm. 17 grudnia 1187 w Pizie) – papież w okresie od 21 października 1187 do 17 grudnia 1187.

## Życiorys
Urodził się około roku 1110 w Benewencie jako syn Sartoriusa de Morra. W młodości studiował prawo kanoniczne we Francji. Tam też przystąpił do wspólnoty premonstratensów z Laon. Następnie kontynuował studia w Bolonii, uzyskując tytuł magistra. Pozostał na uniwersytecie bolońskim jako profesor prawa kanonicznego. W tym czasie napisał kilka glos do Decretum Gracjana, jednego z najpopularniejszych wówczas zbiorów prawa kanonicznego.
Jego sława jako wybitnego kanonisty zwróciła uwagę kurii rzymskiej. W grudniu 1156 roku papież Adrian IV kreował go kardynałem-diakonem S. Adriano, a w marcu 1158 mianował go kardynałem prezbiterem S. Lorenzo in Lucina. W 1157 działał przez krótki czas jako wicekanclerz Kościoła w zastępstwie za kardynała Rolanda ze Sieny. Uczestniczył w podwójnej papieskiej elekcji 1159, udzielając poparcia prawowitemu papieżowi Aleksandrowi III. W następnych latach wielokrotnie służył jako jego legat na Węgrzech (1161-62), wobec cesarza Fryderyka I (1163), w Dalmacji (1165-66), wobec króla Anglii Henryka II (1171-73) i północnej Italii (1177, 1179, 1180), zachowywał jednak przyjazne stosunki z, popierającym antypapieży, cesarzem Fryderykiem I. W latach 1166–1167 był administratorem diecezji Spalato. W lutym 1178 roku został kanclerzem Świętego Kościoła Rzymskiego, a od 1180 roku był także protoprezbiterem Kolegium Kardynałów. W okresie pontyfikatu Urbana III (1185-87) był jednym z głównych oponentów jego konfrontacyjnej polityki wobec cesarza Fryderyka I.
Po śmierci Urbana III kardynałowie, w większości dążący do pojednania z cesarzem, obrali Alberto di Morra na nowego papieża. W chwili wyboru miał on już ok. 77 lat i był słabego zdrowia. W ciągu krótkiego, zaledwie 2-miesięcznego pontyfikatu zdołał jednak poprawić stosunki papiestwa z cesarzem, zaś w bulli Audita tremendi wezwał do zorganizowania III wyprawy krzyżowej. Jego działania wzmogła zwłaszcza wiadomość o upadku Jerozolimy 2 października 1187 – uważał, że ta porażka była karą za grzechy chrześcijan. Wkrótce potem wysłał legatów do Francji, Niemiec, Danii i Polski nawołując do udziału w krucjacie (prosił też, by krzyżowcy nosili pokutne szaty).
Niebawem, w listopadzie, wybrał się do Lukki, gdzie nakazał usunięcie szczątek antypapieża Wiktora IV z kościoła. Następnie udał się do Pizy, by doprowadzić do zgody pomiędzy jej mieszkańcami a mieszkańcami Genui. W tydzień po przybyciu, zmarł i został pochowany w tamtejszej katedrze.